# Dryophytes immaculatus
Espèce
Synonymes
- Hyla chinensis var. immaculata Boettger, 1888
- Hyla arborea immaculata Boettger, 1888
- Hyla immaculata Schmidt, 1927

Statut de conservation UICN

 LC  : Préoccupation mineure
Dryophytes immaculatus est une espèce d'amphibiens de la famille des Hylidae.

## Répartition
Cette espèce est endémique de République populaire de Chine. Elle se rencontre principalement dans les plaines des provinces de l'Est :
- au Hebei ;
- au Shandong ;
- au Henan ;
- au Jiangsu ;
- au Anhui ;
- au Hubei ;
- au Zhejiang ;
- au Fujian ;
- au Jiangxi ;
- au Hunan ;
- au Guizhou ;
- au Sichuan.

## Publication originale
- Boettger, 1888 : Aufzählung einiger neu erworbener Reptilien und Batrachier aus Ost-Asien. Bericht über die Senckenbergische Naturforschende Gesellschaft in Frankfurt am Main, vol. 1888, p. 187-190 (texte intégral).